# Impatiens falcifer
Impatiens falcifer är en balsaminväxtart som beskrevs av Joseph Dalton Hooker. Impatiens falcifer ingår i släktet balsaminer, och familjen balsaminväxter. Inga underarter finns listade i Catalogue of Life.